# Llamada Demócrata Cristiana
La Llamada Demócrata Cristiana (neerlandés: Christen-Democratisch Appèl, CDA) es un partido político neerlandés de centroderecha, perteneciente a la democracia cristiana. Es el partido más grande de los Países Bajos en cuanto a número de militantes. En las elecciones generales de 2021 fue el cuarto partido más votado, formando parte del entonces gobierno del primer ministro liberal Mark Rutte. Es un partido político clave en la formación de gobierno en los Países Bajos.

## Historia
Desde 1880, grandes partidos políticos católicos y protestantes venían trabajando juntos en la llamada Coalición de partidos confesionales de Holanda, con el propósito de lograr subvenciones públicas para centros educativos de sus respectivas confesiones. En 1888 lograron formar el primer gobierno cristiano-demócrata, dirigido por el barón Æneas Mackay, líder del protestante Partido Antirrevolucionario (Anti-Revolutionaire Partij, ARP). Sin embargo, debido a problemas dentro de la coalición, en 1894 el sector más conservador y anticatólico abandonó el Partido Antirrevolucionario para fundar el partido protestante Unión Histórica Cristiana (Christelijk Historische Unie, CHU). El principal problema de la división entre protestantes y católicos fue la posición de los representantes de Holanda ante la Santa Sede y acerca del futuro de las Indias Orientales Neerlandesas. Desde 1918 hasta 1967, estos tres partidos conformaron la mayoría en las dos cámaras de los Estados Generales de los Países Bajos, el parlamento neerlandés, y al menos dos de ellos siempre formaban parte del gobierno del país. Tras la Segunda Guerra Mundial, los tres partidos demócrata-cristianos fueron el Partido Popular Católico (Katholieke Volkspartij, KVP), y los protestantes Partido Antirrevolucionario y Unión Histórica Cristiana.
Durante los años sesenta, la sociedad comenzó a secularizarse y los pilares políticos holandeses se desvanecieron, al tiempo que los votantes se fueron alejando de estos partidos confesionales. Mientras que en 1963 los tres partidos juntos mantenían el 51% de los votos, en 1972 solo conformaban el 32%. Esta situación llevó a los tres partidos confesionales a trabajar juntos de nuevo. 
En 1967 se creó el Grupo de los Dieciocho, un gabinete de ideas o think-tank formado por seis políticos relevantes, dos por cada partido, que establecieron las bases de cooperación entre estos tres partidos. En 1968, los tres líderes políticos de cada partido, Norbert Schmelzer (KVP), Barend Biesheuvel (ARP) and Jur Mellema (CHU), hicieron una aparición pública conjunta para anunciar su colaboración. Esto llevó a divisiones internas dentro de estos partidos, especialmente en el KVP y en el ARP, algunos de cuyos miembros de inclinación más izquierdista formaron, en 1968, el Partido Político de los Radicales (Politieke Partij Radikalen, PPR), que buscó colaboración con el socialista Partido del Trabajo (Partij van de Arbeid, PvdA). A nivel municipal y provincial, en cambio, la coalición de los tres partidos funcionó bien. En 1971 presentaron un programa político común, que sirvió para la fundación del gabinete Biesheuvel-1, el Ejecutivo que dirigió Holanda desde 1971 a 1972 y que estaba formado por ministros de los tres partidos con apoyos puntuales del partido moderado Socialistas Demócratas'70 (Democratisch Socialisten'70, DS'70, una escisión del PvDA.
Tras los desastrosos resultados obtenidos en las elecciones de 1972, la cooperación entre los tres partidos vivió un nuevo momento. Piet Steenkamp, miembro de la Cámara de Representantes de los Países Bajos por el KVP, presidió entonces una convención que estableció las bases de una federación de los tres partidos y de la que surgió un manifiesto común de principios.
La CDA fue fundada en 1977. El partido surgió de la fusión del Partido Popular Católico (KVP), el Partido Antirrevolucionario (ARP) y la Unión Cristiana Histórica (CHU). El KVP había formado parte de todos los gobiernos desde la introducción del sufragio universal en 1917, a menudo junto con los otros dos partidos, hasta la fundación de la CDA. 
Presidentes del gobierno de la CDA han sido Dries van Agt (1977-1982), Ruud Lubbers (1982-1994) y Jan-Peter Balkenende (2002- ). La CDA es un partido de centro, con tendencia conservadora.
- En las elecciones de 2003 obtuvo 44 escaños, siendo la primera fuerza política del parlamento.
- En las elecciones de 2006 obtuvo 41 escaños, con los que mantiene esa primera posición.

El partido sufrió pérdidas severas en las elecciones generales de 2010, perdiendo la mitad de sus asientos y cayendo al cuarto lugar en la Cámara de Representantes. De 2010 a 2012, en consecuencia, el CDA fue un socio de coalición júnior en un gabinete derechista de primera minoría de Rutte con el Partido Popular por la Libertad y la Democracia (VVD), apoyado en los Estados Generales por el Partido por la Libertad (PVV). Posteriormente, el CDA volvió a perder un número considerable de escaños en las elecciones generales de 2012, cayendo al quinto lugar. Durante las elecciones generales de 2017, el partido ganó 19 escaños posicionandose como tercera fuerza política en el Parlamento y hasta formando el gabinete de tercer centro Rutte de centro derecha con el VVD, D66 y CU.
En las elecciones generales de 2021 el partido obtuvo el cuarto lugar con un 9,5% y 15 escaños.

## Historial electoral

### Cámara de Representantes
| Año  | Votos          | %    | Escaños | +/-         | Gobierno  |
| ---- | -------------- | ---- | ------- | ----------- | --------- |
| 1977 | 2 652 278 (#2) | 31,9 | 49/150  | 1a          | Coalición |
| 1981 | 2 677 259 (#1) | 30,8 | 48/150  | 1           | Coalición |
| 1982 | 2 420 441 (#2) | 29,4 | 45/150  | 3           | Coalición |
| 1986 | 3 172 918 (#1) | 34,6 | 54/150  | 9           | Coalición |
| 1989 | 3 140 502 (#1) | 35,3 | 54/150  | Sin cambios | Coalición |
| 1994 | 1 994 418 (#2) | 22,2 | 34/150  | 20          | Oposición |
| 1998 | 1 581 053 (#3) | 18,4 | 29/150  | 5           | Oposición |
| 2002 | 2 653 723 (#1) | 27,9 | 43/150  | 14          | Coalición |
| 2003 | 2 763 480 (#1) | 28,6 | 44/150  | 1           | Coalición |
| 2006 | 2 608 573 (#1) | 26,5 | 41/150  | 3           | Coalición |
| 2010 | 1 281 886 (#4) | 13,6 | 21/150  | 20          | Coalición |
| 2012 | 801 620 (#5)   | 8,5  | 13/150  | 8           | Oposición |
| 2017 | 1 301 796 (#3) | 12,4 | 19/150  | 6           | Coalición |
| 2021 | 990 601 (#4)   | 9,5  | 15/150  | 4           | Coalición |
| 2023 | 345 822 (#7)   | 3,31 | 5/150   | 10          | Oposición |

a Respecto al resultado de la suma del Partido Popular Católico, el Partido Antirrevolucionario y la Unión Histórica Cristiana en 1972.

### Elecciones europeas
| Año  | Votos          | %     | Resultado | +/-         |
| ---- | -------------- | ----- | --------- | ----------- |
| 1979 | 2.017.743 (#1) | 35,60 | 10/25     |             |
| 1984 | 1.590.218 (#2) | 30,02 | 8/25      | 2           |
| 1989 | 1.814.107 (#1) | 34,60 | 10/25     | 2           |
| 1994 | 1.217.855 (#1) | 30,77 | 10/31     | Sin cambios |
| 1999 | 954.898 (#1)   | 26,94 | 9/31      | 1           |
| 2004 | 1.164.431 (#1) | 24,43 | 7/27      | 2           |
| 2009 | 913.233 (#1)   | 20,05 | 5/26      | 2           |
| 2014 | 721.766 (#1)   | 15,18 | 5/26      | Sin cambios |
| 2019 | 669.800 (#3)   | 12,1  | 4/29      | 1           |
| 2024 | 589.205 (#4)   | 9,45  | 3/31      | 1           |